# 名本公洲
名本 公洲（なもと きみくに、1929年7月12日 - ）は、日本の弁護士、大蔵官僚。日本銀行政策委員会大蔵省代表委員、全国地方銀行協会副会長などを務めた。

## 来歴
東京大学法学部法律学科在学中に司法試験と国家公務員六級職試験に合格。東大法学部法律学科を卒業し、1953年4月 大蔵省入省（管財局外国財産補償課）。1959年10月 足利税務署長。
その後は主計局給与課長補佐、主計局主計官補佐（防衛係主査）、外務省在インド大使館一等書記官などを務める。
1971年7月 大臣官房参事官。1972年1月1日 人事院事務総局給与局給与第二課長。1973年7月23日 主計局主計官（地方財政、大蔵、補助金担当）。1975年7月10日 環境庁企画調整局企画調整課長。
1977年6月17日 仙台国税局長。1978年6月17日 大臣官房日本専売公社監理官。1980年6月17日 大臣官房審議官（大臣官房担当）兼財務研修所長。1981年6月26日 日本銀行政策委員会大蔵省代表委員。1982年6月1日 退官。
同年6月 住宅・都市整備公団理事。1985年6月 全国地方銀行協会専務理事。1986年5月 同協会副会長兼専務理事（〜1994年7月）。

## 略歴
- 1953年4月：大蔵省入省（管財局外国財産補償課）[1]。
- 1955年5月：中国財務局理財部主計課[1]。
- 1957年5月：大臣官房付[1]。
- 1957年6月：東京国税局直税部法人税課[1]。
- 1958年3月：東京国税局直税部国税実査官[1]。
- 1958年11月：東京国税局調査査察部統括国税調査官（調査第二部門）付国税調査官[1]。
- 1959年10月：足利税務署長[1]。
- 1960年7月：国税庁長官官房総務課長補佐[1]。
- 1962年6月：主計局給与課長補佐。
- 1963年6月：主計局主計官補佐（防衛係主査）。
- 1965年4月：外務省研修所（〜1965年8月）。
- 1965年7月：大臣官房付。
- 1965年11月：外務省在インド大使館一等書記官。
- 1968年11月9日：横浜税関輸入部長。
- 1970年5月：大臣官房付。
- 1970年6月：住宅金融公庫経理部次長。
- 1971年7月：大臣官房参事官。
- 1972年1月1日：人事院事務総局給与局給与第二課長。
- 1973年7月23日：主計局主計官（地方財政、大蔵、補助金担当）。
- 1975年7月10日：環境庁企画調整局企画調整課長。
- 1977年6月17日：仙台国税局長。
- 1978年6月17日：大臣官房日本専売公社監理官。
- 1980年6月17日：大臣官房審議官（大臣官房担当） 兼 財務研修所長。
- 1981年6月26日：日本銀行政策委員会大蔵省代表委員。
- 1982年6月1日：退官。

## 人物
- 非常に勉強家で、政治的なかけ引き抜きで理論的に物事を追う日本銀行政策委員会大蔵省代表のポストが「最も合っている」（同期評）と言われている[3]。
- 読書量も並外れている[3]。